# مالزیایی‌های چینی‌تبار
مالزیایی‌های چینی‌تبار (به انگلیسی: Malaysian Chinese) (چینی ساده‌شده: 马来西亚华人; چینی سنتی: 馬來西亞華人; مالایی: Orang Cina Malaysia) به عبارت دیگر چینی‌های مالزیایی، شهروندان مالزیایی از تبار چینی هستند. آنها بعد از گروه مالایی مالزی، با در اختیار داشتن ۲۲٫۴ درصد جمعیت مالزیایی‌ها، دومین گروه قومی بزرگ را تشکیل می‌دهند. بیشتر آنها از نسل مهاجران چین جنوبی هستند که در حد فاصل ابتدای قرن نوزدهم تا میانه‌های قرن بیستم وارد مالزی شدند. مالزیایی‌های چینی‌تبار بعد از تایلندی‌های چینی‌تبار، دومین جامعه بزرگ چینی‌های خارج از کشور را تشکیل می‌دهند. مالزیایی‌های چینی‌تبار به‌طور سنتی، بیشتر در بخش تجاری اقتصاد مالزی مشغول به فعالیت هستند.